# Капелен-Друсвајлер
Капелен-Друсвајлер (њем. Kapellen-Drusweiler) општина је у њемачкој савезној држави Рајна-Палатинат. Једно је од 74 општинска средишта округа Зидлихе Вајнштрасе. Према процјени из 2010. у општини је живјело 947 становника. Посједује регионалну шифру (AGS) 7337045.

## Географски и демографски подаци
Капелен-Друсвајлер се налази у савезној држави Рајна-Палатинат у округу Зидлихе Вајнштрасе. Општина се налази на надморској висини од 159 метара. Површина општине износи 5,8 km². У самом мјесту је, према процјени из 2010. године, живјело 947 становника. Просјечна густина становништва износи 164 становника/km².